# 1878 dans les chemins de fer
Chronologie des chemins de fer
1877 dans les chemins de fer - 1878 - 1879 dans les chemins de fer

## Évènements

### Janvier
- 18 janvier.  Australie :   début des travaux de construction de la ligne du Ghan au sud de Port Augusta.

- 20 janvier.  Espagne :   Mise en service de la gare de Portbou.

### Février
- 1er février.  France :    ouverture complète de la ligne Gare de Grenoble - Gap via Veynes, par le PLM.

### Mai
- 9 mai.  Roumanie :   ouverture du tronçon Vârciorova - Piteşti sur la ligne Vârciorova -  Roman (la ligne est achevée).

- 18 mai.  France :   adoption de la loi créant la compagnie des chemins de fer de l'État (ou réseau État), constituée de 2600 km de diverses lignes de compagnies secondaires.

### Juin
- 11 juin.  France :   loi créant un emprunt public (rente 3 % amortissable en 75 ans) pour financer l'achèvement du réseau ferroviaire et la création du réseau État.

- 13 juin.  France :   loi déclarant d'utilité publique cinq lignes[1] :
  - de Ploërmel à Caulnes,
  - de Port de-Piles (ligne Paris-Austerlitz - Bordeaux-Saint-Jean) à Port-Boulet (ligne Tours - Saint-Nazaire) par Chinon avec embranchement de Crouzilles à Azay-le-Rideau,
  - de Port de-Piles à Preuilly,
  - de Buzy (ligne Pau - Canfranc) à Laruns,
  - d'Isigny-sur-Mer à la ligne Paris - Cherbourg.

- 24 juin.  Tunisie :   ouverture de la section Tunis-Tébourba du chemin de fer de Tunis à Ghardimaou et à la frontière (Compagnie des chemins de fer Bône-Guelma).

- 30 juin.  France :   déclaration d'utilité publique de la ligne de Buzy à Laruns, à construire par l'État.

### Juillet
- 14 juillet.  France :   inauguration du funiculaire de Saint-Jean à Saint-Just, par la Compagnie du chemin de fer de Lyon à Saint-Just qui a pris, en 1876 la suite de la Compagnie du chemin de fer de Lyon à Fourvière et à Saint-Just[2]

- 22 juillet.  Empire allemand :   ouverture de la première ligne du tramway de Strasbourg.

### Septembre
- 30 septembre.  Tunisie :   ouverture de la section Tébourba-Medjez el-Bab du chemin de fer de Tunis à Ghardimaou et à la frontière (compagnie des chemins de fer Bône-Guelma).

### Décembre
- 30 décembre.  France :   ouverture de la section Machecoul - Challans de la ligne Nantes - La Roche-sur-Yon par Challans (réseau de l'État).

## Décès
- 25 octobre, meurt Édouard Beugniot, ingénieur civil concepteur d'un système d'articulation des essieux moteurs des locomotives à vapeur[3].